# Callisto Cosulich
Callisto Cosulich, född 7 juli 1922 i Trieste, död 6 juni 2015 i Rom, var en italiensk filmkritiker och manusförfattare, som även gjorde enstaka inhopp som skådespelare. Han var Italiens juryrepresentant på olika filmfestivaler, bland andra Berlin 1987 och Venedig 1996. Av hans skriftliga produktion kan särskilt nämnas en presentation och grundlig analys av Alberto Lattuadas samlade filmproduktion: I film di Alberto Lattuada (Rom 1985).

## Biografi
Cosulich härstammade från en gammal skeppsredarsläkt i Lussinpiccolo och tjänstgjorde traditionsenligt i flottan 1943–45 med särskilt ansvar för framställning av instruktions- och dokumentärfilm ombord på en kryssare. Han inledde 1947 ett samarbete med Tullio Kezich i syfte att skapa en samarbetsorganisation för de talrika italienska filmklubbarna. Organisationen fick namnet Federazione italiana circoli del cinema (FICC) och Cosulich tjänstgjorde som dess generalsekreterare 1951–54. Från och med 1948 skrev Cosulich filmrecensioner i ett successivt växande antal italienska filmtidskrifter. När TV:n fått sitt genombrott etablerades Cosulich som det nya mediets främste filmexpert och gjorde på 1970-talet dokumentärfilmer för Rai om bland annat japansk film, Billy Wilder, Ozu Yasujirō och Josef von Sternberg.
Cosulich skrev manuskript till flera långfilmer, bland andra Mario Bavas internationellt uppmärksammade science fiction-film Terrore nello spazio (1965). Han gjorde också en insats som skådespelare i Luigi Zampas film Brinnande gräns (1950), där han spelade sovjetisk officer. Mest känd för den italienska publiken blev Cosulich genom sina TV-dokumentärer och sina böcker om italiensk och amerikansk film.